# 富田薫
富田 薫（とみた かおる 、1955年〈昭和30年〉10月26日 - ）は、元九州朝日放送のアナウンサー。KBCを定年退職した現在は、フリーアナウンサーとして引き続きKBCラジオの番組に出演。東京都出身。

## 人物・履歴
小学生の終わり頃から聴き始めた『オールナイトニッポン』のDJに憧れ、本人曰く「深夜放送のDJになるため」にアナウンサーを目指したとのこと。
日本大学商学部卒業後、1978年アナウンサーとして入社。同期の久村洋子、芦間恵子、後庵継丸は退職や配置転換などで既にKBCアナウンス部から離れた。
テレビでは情報番組、ラジオでは主に音楽・芸能番組を担当し、KBCを代表するアナウンサーのひとりとして活躍している。2007年10月、人事異動でラジオ局ラジオ制作部に移り、ラジオ制作部担当部長を歴任、ラジオパーソナリティとして一部出演を継続。4年後の2011年、人事異動でアナウンサーに復帰した。
- 学生時代からの友人にタレントの関根勤がいる。関根とは一緒に物真似をやったこともあり、関根が学生時代に結成していたグループ「目黒五人衆」のものまね歌謡ショーの司会をしたり、関根に付いて『ぎんざNOW!』（TBSテレビ）の「素人コメディアン道場」の応援に行ったりした仲ということである[3]。関根が浅井企画社長の浅井良二にスカウトされたその場にも同席しており、また関根が芸能界デビューした後も良く一緒に付いて浅井企画の事務所に行っていたことがあって、そんな様子を浅井に目を付けられ「君は良く関根と一緒に来てるけど、芸能界志望なの？」と話しかけられたことがある。そんな時に関根が「こいつは局アナ志望なんです」と浅井に話したことで本人曰く、この時に芸能界の道は無くなったということだが、逆にこの言葉に後押しされ、退路を断って本格的に進路を局アナ一本に絞って頑張ろうと奮起するようになったという[3]。
- ザテレビジョンでコラムを書いていた時があった[2]。
- 航空ファンで、ジェットエンジンの音を聞くだけで機種を当てるという特技を持っていたことがあった[2]。
- 2021年3月31日をもって 九州朝日放送を定年退職。
- 口癖は「いやいやいやいや～」、Fax番号を言う時には「なにに、よによに」(722-4242)とコメントする。かつては多くのパーソナリティが用いていた語呂合わせであるが、現在恒常的に使うのは富田くらいである。
- 2021年10月より一部の番組で「コンシェルジュ富田」名義での活動を開始。

## 現在の担当番組
KBCラジオ
- KBC Sunday Music Hour（2021年4月4日 - ）（2021年10月からは午後のみ担当）

KBCテレビ
- とっても健康らんど（不定期。主にナレーション担当）

## 過去の担当番組

### テレビ
- モーニングモーニング

- サワダデース (月～木、10:45～11:35 R50ランチ、リポーター)

### ラジオ
- KBC 今週のポピュラーベスト10
- 輝け! 全日本歌謡ランキング
- デイタイムスロープ
- 富田薫のもっとパラダイス
- 富田薫の洋楽天国（2011年4月9日 - 2015年9月26日）
- R-ジャック（番組開始前のナレーション）
- KBC長浜横丁（番組開始前のナレーション ナイターオフのみ）
- 富田薫の朝はのんびり（2015年10月4日 - 2016年3月27日）
- 富田薫のアサコレ!（月～金、5:00-6:30、 2016年4月4日 - 2021年3月26日）
- アサデス。ラジオ（「モーニング」のジャパネットたかたラジオショッピングと月曜から木曜の「ブランチ」のラジオショッピング、『テレホン人生相談、でした』に「コンシェルジュ富田」名義で出演）（2021年10月4日 - 2022年3月24日）
- アサナニ。 （2022年3月28日 - 2023年3月31日 ）（5:30 - 6:15）
- ナニニヨニヨニ （2022年3月28日 - 2023年3月31日）（12:00- 12:30）

この他、長らく『オールナイトニッポン』の時間帯に富田による「オールナイトの、KBCラジオです。」のアナウンスが流れていた。